# Geophagus taeniopareius
Geophagus taeniopareius – gatunek słodkowodnej ryby z rodziny pielęgnicowatych (Cichlidae). Wykorzystywany jako ryba akwariowa.

## Występowanie
Występuje na terenie Ameryki Południowej, w basenie rzeki Orinoko – w jej środkowym i górnym biegu oraz w dolnym biegu rzeki Caura. Jest rybą bentosową i pelagialną.

## Opis
Dorasta do około 14,3 centymetra długości standardowej. Może być odróżniony od innych gatunków z rodzaju Geophagus (oprócz G. grammepareius) dzięki temu, że dorosłe osobniki posiadają czarną pręgę sięgającą od oka do dołu łuku skrzelowego (stąd nazwa). Brak wyraźnego dymorfizmu płciowego. Dożywają około 6–7 lat.

## Zachowanie
Geophagus taeniopareius są spokojnymi rybami, ale potrafią być agresywne podczas opieki w obronie swoich młodych. Należy zapewnić kryjówki w akwarium w postaci korzeni i kamieni, ale należy też zapewnić otwartą przestrzeń do pływania.

## Odżywianie
Na wolności są wszystkożerne.
W hodowli podstawowy pokarm mogą stanowić typowe pokarmy dla pielęgnic w formie płatków i granulatu. Dietę powinno się uzupełniać dwa razy w tygodniu żywym pokarmem np. w postaci solowca, lasonogów, Gammarus czy krewetek. Rybom można podawać pokarmy roślinne.